# Велика Соціалістична Народна Лівійська Арабська Джамахирія
Велика Соціалістична Народна Лівійська Арабська Джамахирія (араб. والشعبية الاشتراكية العظمى الجماهيرية العربية الليبيةة), до 1986 — Соціалістична Народна Лівійська Арабська Джамахирія) — держава, а також політичний режим, утворений 2 березня 1977, шляхом прийняття декларації Сабха, скасувала республіку і проголосила новий державний устрій, відмінний від монархії й республіки, обґрунтований в Третій всесвітній теорії Муаммара Каддафі й викладений в першій частині Зеленої книги — Джамахирії. У результаті громадянської війни та іноземної інтервенції в Лівії у 2011 році Каддафі був убитий.
Формально Лівія продовжувала називатися Джамахирією до 9 січня 2013 року.

## Історія

### Перші роки
2 березня 1977 року на надзвичайній сесії Загального народного конгресу (ЗНК) в місті Сабха Лівійська республіка була перетворена в Соціалістичну Народну Лівійську Арабську Джамахирію (тобто «держава мас»). Рада революційного командування й уряд були розпущені. Замість них створювалися Генеральний секретаріат ЗНК в складі М. Каддафі й чотирьох колишніх членів РРК і Вищий народний комітет, до якого увійшли колишні міністри. Восени 1977 року було оголошено про створення «революційних комітетів», покликаних спонукати маси до здійснення народної влади. Члени ревкомів отримали майже необмежені повноваження у сфері контролю над діяльністю держапарату і підпорядковувалися безпосередньо вищому керівництву країни. У 1978 році була розгорнута кампанія з перетворення державних і приватних фірм в «народні підприємства». Робітники й службовці тепер, згідно з ідеями М. Каддафі, оголошувалися «партнерами, а не найманими працівниками». У 1979 році Каддафі і його найближчі сподвижники відмовилися від усіх посад, щоб вирішувати «стратегічні питання побудови народної влади». Формально Каддафі перестав брати участь в управлінні державою, але фактично «революційне керівництво» стало вищим політичним органом країни, що керує і визначає внутрішню і зовнішню політику Джамахирії. Сам Каддафі став іменуватися «лідером лівійської революції».
У січні 1980 року було оголошено про ліквідацію приватної торгівлі й створення замість неї системи суспільних і кооперативних магазинів. У рамках кампанії з боротьби з корупцією тільки в першій половині 1980 року був заарештовано понад дві тисячі осіб. Одночасно за кордоном були організовані замахи на найбільш активних лівійських емігрантів — противників Каддафі.
Всі ці перетворення були можливі, поки країна отримувала нечувані доходи від продажу нафти. З 1970 по 1981 роки ВНП країни зріс з 9625 млн дол. до 18 080 млн. Настільки масштабний наплив нафтодоларів фактично перетворив Лівію в державу-рантьє, коли продовольство і промислові товари закуповувалися за кордоном і розподілялися за ісламською справедливістю серед споживачів. Однак падіння нафтових цін в 1980-і роки серйозно вдарило по добробуту Джамахирії. Були заморожені сотні будівництв, Каддафі оголосив про перехід до політики опори на власні сили, але в 1987 році змушений був оголосити про «Джамахирійську перебудову». Права приватного сектора були зрівняні з держсектором, скасовувалися державні імпортно-експортні компанії, була оголошена широка амністія. Після багатьох років суворого контролю над усіма видами господарської діяльності стала заохочуватися приватна ініціатива, знову дозволено було відкривати приватні магазини та приватний бізнес не тільки у сфері обслуговування, а й в обробній промисловості. Однак курс на помірну лібералізацію економіки, відродження малого та середнього бізнесу здійснювався під контролем держави. Одночасно з проведенням реформ в економіці в березні 1990 року Загальний народний конгрес прийняв «Хартію революційної законності», згідно з якою будь-які директиви Лідера лівійської революції, полковника Муаммара Каддафі, стали обов'язковими до виконання усіма органами влади держави. Влада Каддафі, що був Верховним головнокомандувачем Збройними силами Джамахирії, нічим не була обмежена, а сам він нікому не був підзвітний. Не займаючи ніяких офіційних посад, лідер Джамахирії був поставлений над усіма державними структурами, без його відома не приймалося жодне важливе рішення. Реальна влада в країні знаходилася в руках «революційних комітетів», які формувалися і підпорядковувалися безпосередньо Каддафі, завданням яких був контроль над діяльністю формально чинних народних конгресів і народних комітетів. Держава утримувала ключові галузі, перш за все нафтогазову промисловість, а також основні види зовнішньоекономічної діяльності, включаючи експортно-імпортні, валютно-фінансові операції. Введення в 1992—1993 роках режиму санкцій щодо Лівії гальмувало відновлення економіки країни, блокувало приплив іноземних інвестицій.

### Протистояння із Заходом
В кінці 1970-х — початку 1980-х років Радянський Союз надав Лівії сучасне озброєння — танки, літаки, системи ППО, побудував в Таджурі Центр ядерних досліджень (NRC, нині REWDRC) з дослідним ядерним реактором потужністю 10 МВт і термоядерною установкою Т-4М (токамак). Неповернений Лівією борг був причиною напружених відносин між Лівією та Росією і був пробачений у квітні 2008 року під час візиту Володимира Путіна в Триполі.
2 квітня 1986 року на борту американського авіалайнера компанії Trans World Airlines над Грецією (рейс Рим — Афіни) стався вибух, загинули четверо громадян США. 5 квітня бомба вибухнула на дискотеці La Belle (Західний Берлін), відвідуваною американськими військовослужбовцями. Загинули два американських солдати та офіціантка з Туреччини, близько 200 осіб постраждало. США заявили, що обидві акції були організовані лівійською розвідкою.
У ніч на 15 квітня за розпорядженням президента США Рональда Рейгана американські літаки з авіабаз у Великій Британії й авіаносців в Середземному морі помстилися, завдавши удару по лівійській столиці Триполі й місту Бенгазі. Загинуло близько 40 лівійців, в тому числі дочка Каддафі, й ще понад 200 людей були поранені.
Це призвело до ще більш трагічних подій. У 1988 році над Шотландією був підірваний літак американської авіакомпанії PanAm. Вважають, що це була помста Каддафі за смерть дочки. Той факт, що наказ про підрив літака віддав особисто Каддафі, підтвердив у лютому 2011 року колишній міністр юстиції Лівії Мустафа Абдель-Джаліл.
Непросто складалися і відносини Лівії з Францією. Після здобуття незалежності в 1951 році Лівія послідовно стояла на шляху інтересів Франції в Північній Африці. Після приходу до влади Муаммара Каддафі (1969) протистояння тільки загострилося. Лівійські війська воювали з Чадом, на лівійські гроші озброювалися і навчалися екстремісти з Марокко та Алжиру. Конфронтація досягла свого апогею 19 вересня 1989 року, коли в небі над Нігером лівійці підірвали лайнер французької авіакомпанії UTA зі 170 пасажирами на борту.
У квітні 1992 року Рада Безпеки ООН на вимогу США і Великої Британії ввела міжнародні санкції проти Лівії.
Лише у 2003 році, після американської окупації Іраку, Муаммар Каддафі змінив свою політику. Він оголосив про відмову від розробок зброї масового знищення, допустив в країну міжнародних експертів і заявив про бажання врегулювати питання про компенсації жертвам терактів, попри заявлену «непричетність» Лівії до них. У січні 2004 року Лівія погодилася виплатити $170 млн родичам жертв теракту над Нігером.
Спеціально створений Міжнародний фонд благодійних асоціацій, який очолював один з синів Каддафі, врегулював питання про компенсації для жертв повітряних терактів. У серпні 2004 року черга нарешті дійшла до постраждалих під час вибуху в Західному Берліні. Лівія погодилася виплатити грошову компенсацію жертвам вибуху на дискотеці «La Belle» 5 квітня 1986 року. Загальна сума компенсацій становить $ 35 млн (€ 28,4 млн). У той самий час Лівія відмовилася виплачувати компенсацію сім'ям загиблих і поранених американців. Більш того, Лівія зажадала від США виплати компенсацій лівійцям, які постраждали при відповідному авіанальоті на Триполі й Бенгазі.
У жовтні 2004 року Лівія повністю звільнилася від міжнародних санкцій. У 2006 році Каддафі виступив з амбітним планом створення Сполучених Штатів Африки.
Восени 2008 року Каддафі робить амбітну реформу щодо перерозподілу нафти серед населення, скасувавши ряд міністерств. За словами самого Каддафі, реформа здатна спровокувати хаос в країні в найближчі 2 роки.
У серпні 2008 року на зустрічі понад 200 африканських королів, султанів, емірів, шейхів і вождів племен Муаммар Каддафі був оголошений «королем королів Африки». 2 лютого наступного року Муаммар Каддафі був обраний головою Африканського Союзу. Станом на 2009 рік рівень освіченості населення становив 86,8%(до повалення монархії, в 1968 році 73% населення було неписьменним). У своїй зовнішній політиці лівійський лідер продовжував залишатися прихильником панарабізму. В інтерв'ю каналу Євроньюз, яке він дав їм у 2009 році, відповідаючи на питання, про що він мріє, Каддафі сказав:
|  | «Я насправді вірю, що в той чи інший спосіб буде досягнуто Арабську єдність. Особливо тому, що арабський світ опинився розділеним між союзами та великими державами. Єдність стислася до розмірів аркуша паперу, його несе за вітром, як пір'їнку. Але можливо, араби вже дозріли для Арабської єдності. Скажу по-іншому: я передбачаю створення Арабо-Африканського союзу». |

### Повстання

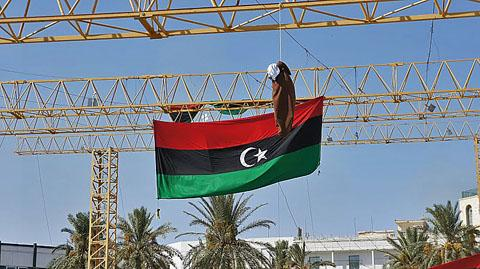
Новий прапор Лівії та лялька, що зображує тіло Каддафі

17 лютого 2011 під впливом революцій в Тунісі та Єгипті в Лівії пройшов «День гніву» — антиурядові демонстрації, які були придушені поліцією. Цей день став початком масових заворушень, які переросли в громадянську війну між прихильниками й противниками влади Каддафі.
19 березня 2011 року почалися бомбардування Лівії країнами західної коаліції (Франція, Британія, Іспанія, Данія, Норвегія, Канада, Катар, Італія, Німеччина). Кодова назва операції: «Одіссея. Світанок».
20 жовтня 2011 року було взято останню точку опори сил Каддафі — Сірт. Муаммар Каддафі і його син Муттазім були вбиті в ході штурму міста, а потім виставлені на загальний огляд в холодильній камері торгового центру. 23 жовтня новою владою було оголошено про звільнення Лівії.